# Ichthyapus selachops
Ichthyapus selachops är en fiskart som först beskrevs av Jordan och Gilbert 1882.  Ichthyapus selachops ingår i släktet Ichthyapus och familjen Ophichthidae. IUCN kategoriserar arten globalt som livskraftig. Inga underarter finns listade i Catalogue of Life.